# Modesto (Kalifornia)
Modesto – miasto w Stanach Zjednoczonych, w stanie Kalifornia, nad rzeką Tuolumne. W 2020 r. liczyło 218 tys. mieszkańców. W mieście znajduje się port lotniczy Modesto.
Przyszedł tu na świat reżyser George Lucas.

## Miasta partnerskie
- Aguascalientes, Meksyk
- Chmielnicki, Ukraina
- Kurume, Japonia
- Vernon, Kanada
- Widźajawada, Indie
- Laval, Francja